# Mosquée de Lakouanga
 (février 2019).

La mosquée de Lakouanga est une mosquée située dans le 2e arrondissement de Bangui, la capitale de la République centrafricaine. Il s'agit du seul lieu de culte musulman de la ville en dehors du quartier PK5. Il est détruit et reconstruit plusieurs fois au cours des violences intercommunautaires dans les années 2010.

## Historique

### Années 2010
La mosquée est prise pour cible à plusieurs reprises dans les années 2010. En mai 2014, l'édifice est pillé et partiellement détruit par des milices chrétiennes anti-Balaka en représailles à'une attaque commise à l'église Notre-Dame-de-Fatima dans le 6e arrondissement. Il est ensuite reconstruit dès le mois de décembre par des habitants du quartier, dont de nombreux chrétiens, devenant ainsi un symbole de réconciliation entre les communautés chrétienne et musulmane,. Après une année d'interruption, la prière reprend à la mosquée de Lakouanga le 1er mai 2015 en présence de Babacar Gaye, représentant spécial du Secrétaire des Nations unies, et de Charles Malinas, l'ambassadeur de France en République centrafricaine. Le 4 août suivant, le Programme des Nations unies pour le développement (PNUD) fait un don de matériel à hauteur de 7 071 200 francs CFA pour la reconstruction de la mosquée. 
La mosquée est détruite une deuxième fois le 28 septembre 2015,,, puis détruite partiellement une troisième fois en octobre 2016. L'établissement rouvre pour la prière en 2017, alors qu'il est encore en travaux. Le 1er mai 2018, des fidèles sont tués dans la mosquée de Lakouanga en représailles à une attaque commise à l'église de Fatima.